# Arlen Escarpeta
Arlen Escarpeta, né le 9 avril 1981 au Belize, est un acteur de cinéma travaillant aux États-Unis.

## Filmographie

### Cinéma
- 2002 : Crimes et Pouvoir (High Crimes) : garde #2
- 2005 : American Gun
- 2006 : We Are Marshall : Reggie Oliver
- 2007 : The Ten : Todd Jaffe
- 2009 : Vendredi 13 (Friday the 13th) : Lawrence
- 2010 : Brotherhood : Mike
- 2010 : Privileged : Deshaun
- 2011 : Destination finale 5 : Nathan Sears
- 2011 : Midnight Son : Russell
- 2013 : Star Trek Into Darkness
- 2014 : Black Storm (Into the Storm) : Daryl
- 2015 : Whitney Houston : Destin brisé (Whitney)
- 2016 : Wolves at the Door

### Télévision
- 2007 : New York, unité spéciale : Ezra Odami (saison 9, épisode 8)
- 2012 : The Secret Circle : Holden Glaser (saison 1, épisode 9)
- 2018 : The Oath : Damon Byrd
- 2023 : Found : Zeke Wallace